# スーパーマリオストライカーズ
『スーパーマリオストライカーズ』（SUPER MARIO STRIKERS）は、任天堂が発売したニンテンドー ゲームキューブ用スポーツゲームソフト。マリオキャラクターをベースにしたサッカーゲーム。ヨーロッパで2005年11月18日、北米で2005年12月5日、日本で2006年1月11日に発売。マリオストライカーズシリーズの1作目であり、結果としてゲームキューブ用ソフトとしては最後のマリオシリーズとなった。

## 概要
チームはキャプテン・サイドキッカー3人・ゴールキーパーの5人が1チームとなる、フットサル方式。なお、この作品は他と違い、タックルあり、アイテムありという何でもありのファインティングサッカーとなっている。
2025年7月3日より、Nintendo Switch 2の『ニンテンドー ゲームキューブ Nintendo Classics』にて配信された。

## ゲームモード

### フリーバトル
キャプテンとサイドキッカー、舞台となるスタジアムを選び、対戦を行う。1～4人の対戦プレイ、1～4人VSCOMの協力プレイ等が可能。

### カップバトル
出場チーム総当りのリーグ戦に参加するモード。最初に選べるのはキノコカップのみであるが、条件を満たすごとに出場可能なカップが増えていく。また、各カップで好成績を収めた場合はトロフィーが贈呈され、新たな要素・モードが追加される。
- キノコカップ
- フラワーカップ
- スターカップ
- クッパカップ
- スーパーキノコカップ
- スーパーフラワーカップ
- スーパースターカップ
- スーパークッパカップ

### カスタムバトル
フリーバトルとは違い、試合形式を自由に設定・変更して試合が出来るモード。

### トレーニングルーム
操作方法の確認や練習を行うチュートリアル的なモード。
レッスン
ダッシュやパス、シュートなど、各操作別に12種類の説明とムービーが見られる。
フリートレーニング
試合形式で操作方法を確認しながら練習が出来る。

### トロフィールーム
カップバトルで獲得した「カップトロフィー」や高度な記録を出すことで獲得できる「カップレコードトロフィー」などを閲覧出来るモード。

## キャラクター

### キャプテン
基本的な性能に違いは無いが、あまり目立たない部分には若干の違いがある。
また、本作では全キャラクターが他作とは違う服装になっている。
以下、スーパーチーム以外はキャラクター名/背番号/スーパーストライク名の順に表記する。
マリオ/1/ファイアーストライク
ルイージ/2/グリーントルネード
ピーチ/10/ハートフルスマッシュ
デイジー/9/フラワーバースト
打つとき男勝りな声が目立つ。
ヨッシー/8/スモーキークラスター
ワリオ/00/エレキブラスト
ワルイージ/0/パープルフレア
ドンキーコング/55/サンダークラッシュ
試合中で唯一手を使ってボールを撃つが、スーパーストライクに独特の癖がある。
スーパーチーム（ロボ・ウォリアー）
謎のロボット軍団。全員スーパーストライクを使える。

### サイドキッカー
キノピオ
ハンマーブロス
ノコノコ
キャサリン

### ゴールキーパー
クリッター
唯一ゴールを守備するキャラで必ず試合に出場している。
スーパークリッター
スーパーチームのゴールキーパー。

### その他
クッパ
試合中、時折スタジアムに出現し、コートを傾けたり、炎でキャラを焼き尽くしたりと妨害をしてくる。

## スタジアム
試合の舞台となるステージ。基本的に外観に違いがあるだけで、どのスタジアムも特別なギミックは無い。
- パレスガーデン
- パイプラインセントラル
- アンダーグラウンドアリーナ
- クレーターフィールド
- コンガコロシアム
- バトルドーム
- クッパスタジアム

## アイテム
こうら、バナナの皮、ボム兵はサイズと個数が異なって出てくることがある。具体的にはビッグサイズ単体、ミニサイズ3個と言った具合である。また、こうらは爆発するものもあり、周囲の爆発に巻き込まれたキャラは吹っ飛ばされて一瞬だけ行動不能になる（青こうらの場合は凍結状態になる）。
緑こうら
投げると直進し、命中したキャラを転倒させる。
赤こうら
投げると近くにいる相手側の選手を追跡し、命中したキャラを転倒させる。
青こうら
投げると直進し、命中したキャラを凍結状態にする。
トゲゾーこうら
投げると直進し、命中したキャラを転倒させる。緑こうらと違って当たっても貫通し、壁に何度も反射する。
バナナの皮
フィールド上に設置し、踏んだキャラを転倒させる。
キノコ
一定時間、移動速度が上がる。
ボム兵
投げて爆発させ、爆風に巻き込まれたキャラを一瞬だけ行動不能にする。
ワンワン
フィールド上を暴れ回り、接触した相手側のキーパー以外の選手を一瞬だけ行動不能にする。
スター
一定時間無敵になり、接触した相手側の選手は気絶する。